# Help me!!
『Help me!!』（ヘルプ・ミー）は、モーニング娘。の52枚目のシングル。2013年1月23日に発売された。

## 概要
前作「ワクテカ Take a chance」から約3ヶ月半ぶりのリリースで、2013年のシングル第1弾。
11期メンバー（小田さくら）初参加シングル。
2012年12月11日にYouTube公式チャンネルでリリース日が案内された。
楽曲のシングル盤は、「初回生産限定盤A」、「初回生産限定盤B」、「初回生産限定盤C」、「初回生産限定盤D」、「初回生産限定盤E」、「初回生産限定盤F」、「通常盤A」、「通常盤B」の8形態で発売された。
このシングルから、「通常盤」が2形態以上発売されるようになる。
「初回生産限定盤A」、「初回生産限定盤B」、「初回生産限定盤C」には、DVD同梱。
「初回生産限定盤」には、イベント抽選シリアルナンバーカードが封入。

## 規格品番

### 初回生産限定盤A
- CD：EPCE-5921
- DVD：EPCE-5922

### 初回生産限定盤B
- CD：EPCE-5923
- DVD：EPCE-5924

### 初回生産限定盤C
- CD：EPCE-5925
- DVD：EPCE-5926

### 初回生産限定盤D
- EPCE-5927

### 初回生産限定盤E
- EPCE-5928

### 初回生産限定盤F
- EPCE-5929

### 通常盤A
- EPCE-5930

### 通常盤B
- EPCE-5931

## チャート成績
2009年5月13日発売の39枚目のシングル「しょうがない 夢追い人」以来およそ3年8か月ぶりとなるオリコン週間ランキング初登場1位を獲得。
道重さゆみのリーダー就任後初、9期（譜久村聖、生田衣梨奈、鞘師里保、鈴木香音）、10期（飯窪春菜、石田亜佑美、佐藤優樹、工藤遥）、11期（小田さくら）メンバー加入後初の1位獲得作となり、歴代メンバー34人全員オリコン1位獲得を経験した。
女性グループ史上初の3年代（1990年代、2000年代、2010年代）シングル1位獲得。
新メンバーのデビュー・シングルで週間ランキングにおける1位を獲得するのは2001年10月31日発売13枚目のシングル「Mr.Moonlight 〜愛のビッグバンド〜」以来、およそ11年3か月ぶり。
同チャート史上1300作目の1位獲得作品となった。

## 楽曲解説
Help me!!
センターは鞘師里保であり、フォーメーションが次から次へと変化する。
メインボーカルは田中れいな、鞘師里保、譜久村聖。
テーマである「都会の中の孤独感とすぐそばにあるポジティブ力」を表現するように歌詞には都市名（都内：麻布、五反田、品川、新大久保、新宿、六本木、全国：札幌、仙台、名古屋、大阪、広島、博多）があり、ミュージック・ビデオ背景に各都市の夜景がCG合成されている。。
2012年12月19日収録されたNHK総合「新春女子会コンサート」（2013年1月2日放送）でステージ初披露。
同年12月22日にYouTube公式チャンネル、およびフジテレビ系列の情報番組『めざましどようび』でDance Shotバージョンのミュージック・ビデオが公開。
Happy大作戦
2014年11月26日に行われた道重さゆみ卒業コンサートのラスト曲となった。
つんく♂はコンサートを意識して作曲したと語っている。

## 収録曲
※全作詞・作曲：つんく

### 初回生産限定盤A・B・C、通常盤B
1. Help me!! [4:37]
編曲：大久保薫
2. Happy大作戦  [4:22]
編曲：大久保薫[7]
3. Help me!!（Instrumental）

初回生産限定盤A付属DVD
1. Help me!!（Music Video）
2. Help me!!（Dance Shot Ver.）

初回生産限定盤B付属DVD
1. Help me!!（Music Video）
2. Help me!!（Close-up Ver.）

初回生産限定盤C付属DVD
1. Help me!!（Music Video）
2. ワクテカ Take a chance（小田さくら Ver.）
編曲：大久保薫
3. Help me!!（メイキング映像）

### 初回生産限定盤D
1. Help me!!
2. 哀愁ロマンティック [4:51]
歌：道重さゆみ・譜久村聖
編曲：大久保薫[7]
3. Help me!!（Instrumental）

### 初回生産限定盤E
1. Help me!!
2. 私のでっかい花 [4:35]
歌：田中れいな・飯窪春菜・石田亜佑美
編曲：AKIRA[7]
3. Help me!!（Instrumental）

### 初回生産限定盤F
1. Help me!!
2. なには友あれ! [4:36]
歌：生田衣梨奈・鈴木香音・佐藤優樹・工藤遥
編曲：平田祥一郎[7]
3. Help me!!（Instrumental）

### 通常盤A
1. Help me!!
2. 大好きだから絶対に許さない [4:14]
歌：鞘師里保・小田さくら
編曲：大久保薫[7]
3. Help me!!（Instrumental）

## イベント・キャンペーン
個別握手会・チェキ会が行われ、全国47都道府県握手会キャンペーンが2013年1月8日より行われている。また、特設サイトが設置され、ミュージックビデオなどの動画が順次公開された。

## 予約購入特典グッズ
- Sony Music Shop 【先着購入特典】A3ポスター

## 参加メンバー
- 6期：道重さゆみ、田中れいな
- 9期：譜久村聖、生田衣梨奈、鞘師里保、鈴木香音
- 10期：飯窪春菜、石田亜佑美、佐藤優樹、工藤遥
- 11期：小田さくら

## 参加ミュージシャン
- 大久保薫 - キーボード&プログラミング(1,通A2,通B初ABC2,初D)
- 道重さゆみ - コーラス(1,初D)
- 鞘師里保 - コーラス(1)
- CHINO - コーラス(1, 通A2,通B初ABC2,初F)
- 鎌田浩二 - ギター(通B初ABC2, 初F)
- つんく♂ - コーラス(初D)
- AKIRA - プログラミング(初E)、コーラス(初E)
- 石田亜佑美 - コーラス(初E)
- U.M.E.D.Y. - ラップ(初E)
- 平田祥一郎 - プログラミング(初F)

## 収録アルバム
- The Best!〜Updated モーニング娘。〜
- ベスト! モーニング娘。20th Anniversary